# سنة كبيسة تبدأ يوم الثلاثاء
سنة كبيسة تبدأ يوم الثلاثاء هي تقويم أي سنة كبيسة (أي عدد أيام السنة هو 366 يوماً) التي تبدأ يوم الثلاثاء 1 يناير (كانون ثاني).
أمثلة: سنوات على التقويم الغريغوري 1952, 1980, 2008, 2036.
وبالتالي، فإن تلك السنة يمكن أن تكون ممثلة على النحو التالي (مثال سنة:1952):